# نایدهارتسهاوزن

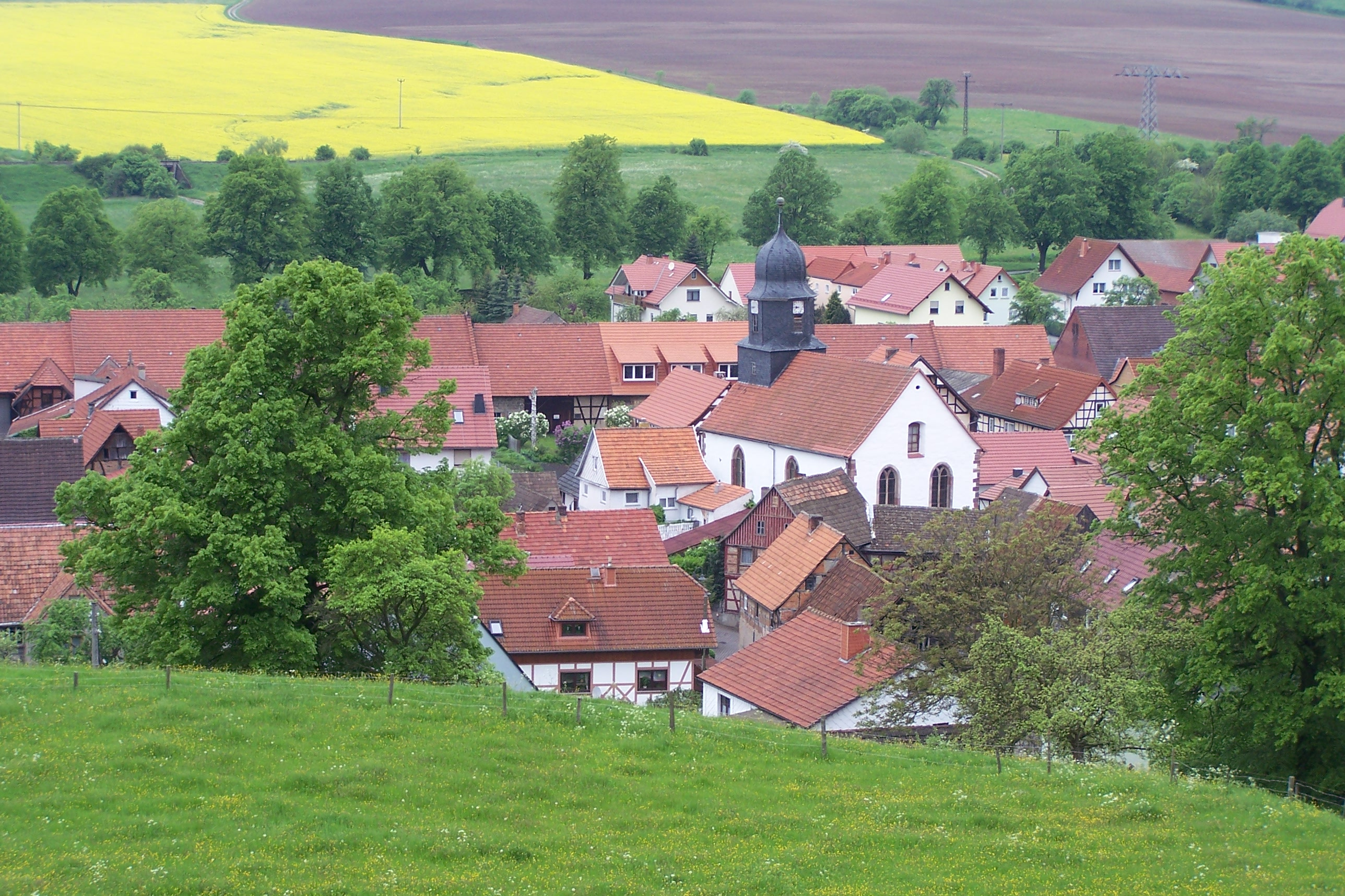

نایدهارتسهاوزن (به آلمانی: Neidhartshausen) یک شهر در آلمان است که در وارتبورگکرایس واقع شده‌است. نایدهارتسهاوزن ۳۲۸ نفر جمعیت دارد.